# Fighting Spirit: Tuff E Nuff
 (août 2015).
Fighting Spirit: Tuff E Nuff, ou simplement Tuff E Nuff (argot anglais de Tough Enough, signifiant « Suffisamment dur »), est un jeu vidéo de combat un contre un en 2D à thème post-cataclysmique. Le jeu a été développé et édité par Jaleco sur Super Nintendo. Il est sorti le 26 mars 1993 au Japon sous le titre Dead Dance (デッドダンス) , suivi de l'Europe et de l'Amérique du Nord (sous le titre complet  Hey Punk! Are you Tuff E Nuff?: Master the moves to master me!).

## Synopsis
En 2151 (année 2000 dans la version japonaise), dans un monde apocalyptique, le guerrier despote Jade (Jado) a pris tous les pouvoirs par la force. Il se fait ériger une Tour et organise des tournois pour départager les meilleurs combattants et les éliminer. Quatre combattants tentent à nouveau le challenge et le vainqueur part affronter les six gardiens de le Tour avant le combat final avec Jade.

## Système de jeu
Le jeu propose seulement quatre combattants jouables : Kotono (japonaise), Syoh (japonais), Vortz (hollandais) et Zazi (américain). Il y a aussi les sept autres combattants débloquables : les six gardiens et Jade. Le manque d'originalité des personnages a été critiqué, et le jeu est considéré comme un clone de Street Fighter. Les versions occidentales ont été censurées et les fins spécifiques pour chaque personnage ont été supprimées.

## Sources
- Magazine Super Play, no 6, juin 1993, p. 58-59.
- Magazine Super Pro, juin 1993, p. 26-28.
- Magazine Mega Fun juillet 1993, p. 36.